# Oxford-Nord
Pour les articles homonymes, voir Oxford (homonymie).
Oxford-Nord fut une circonscription électorale fédérale de l'Ontario, représentée de 1867 à 1935.
C'est l'Acte de l'Amérique du Nord britannique de 1867 qui divisa le comté d'Oxford en deux dristricts électoraux, Oxford-Nord et Oxford-Sud. Abolie en 1933, elle fut fusionnée à la circonscription d'Oxford.

## Géographie
En 1882, la circonscription de Oxford-Nord comprenait:
- Les cantons d'East Nissouri, West Zorra, East Zorra, Blanford, South et North Easthope
- La ville de Woodstock
- Le village d'Embro

En 1903, les cantons de South et North Easthope furent soustraits de la circonscription, mais le canton de Blenheim fut ajouté.
En 1914, le village de Tavistock situé dans le canton de Zorra East est rajouté.

## Députés
1. 1867-1880 — Thomas Oliver, PLC
2. 1880-1905 — James Sutherland, PLC
3. 1905-1908 — George Smith, PLC
4. 1908-1921 — Edward Walter Nesbitt, CON
5. 1921-1925 — Duncan James Sinclair, PLC
6. 1925-1926 — Donald Matheson Sutherland, CON
7. 1926-1930 — Hugh Allan, PLC
8. 1930-1935 — Donald Matheson Sutherland, CON (2)

- CON = Parti conservateur du Canada (ancien)
- PLC = Parti libéral du Canada